# Rock Rapids (Iowa)
Rock Rapids es una ciudad ubicada en el condado de Lyon en el estado estadounidense de Iowa. En el Censo de 2010 tenía una población de 2549 habitantes y una densidad poblacional de 248,72 personas por km².

## Geografía
Rock Rapids se encuentra ubicada en las coordenadas 43°25′33″N 96°9′57″O / 43.42583, -96.16583. Según la Oficina del Censo de los Estados Unidos, Rock Rapids tiene una superficie total de 10.25 km², de la cual 10.25 km² corresponden a tierra firme y (0%) 0 km² es agua.

## Demografía
Según el censo de 2010, había 2549 personas residiendo en Rock Rapids. La densidad de población era de 248,72 hab./km². De los 2549 habitantes, Rock Rapids estaba compuesto por el 98.16% blancos, el 0.2% eran afroamericanos, el 0.08% eran amerindios, el 0.12% eran asiáticos, el 0% eran isleños del Pacífico, el 0.82% eran de otras razas y el 0.63% pertenecían a dos o más razas. Del total de la población el 1.77% eran hispanos o latinos de cualquier raza.